# Badariense

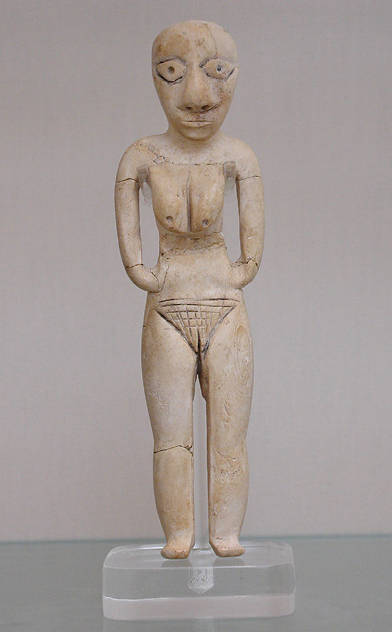
Figurilla del periodo Badariense.

Badariense es la denominación de una cultura del periodo neolítico que surge en el Alto Egipto en torno a 4400 a. C., hasta 3800 a. C. y cuyo nombre tomó de los arcaicos asentamientos y necrópolis de El-Badari, en las inmediaciones de Asiut, en la margen derecha del río Nilo. 
Se la considera como la más importante cultura prehistórica del Alto Egipto y fue origen de los que posteriormente colonizarán todo Egipto. 
Egipto comprendía dos zonas muy diferentes, una fértil y rica, el delta del Nilo, propicia para asentamientos estables, siendo región de encuentro entre Asia y África, con una incipiente cultura que se desarrollaría rápidamente gracias a la relación con otras culturas. Y el sur, más árido, una franja fértil junto al Nilo, entre dos cadenas montañosas desérticas, con una población semisedentaria de cazadores con costumbres aún arcaicas. En este escenario surgió, a finales de la cultura merimdense, la badariense. 

## Actividad económica
Por las evidencias encontradas en los yacimientos de El-Badari, la economía de esta cultura se fundamentó principalmente en la agricultura y ganadería. Se ha encontrado trigo, cebada, lentejas y tubérculos en sus almacenes. La pesca fue primordial y pudo haber sido la principal actividad económica en algunos periodos del año. Al parecer, la caza empezaba a ser una actividad eventual.

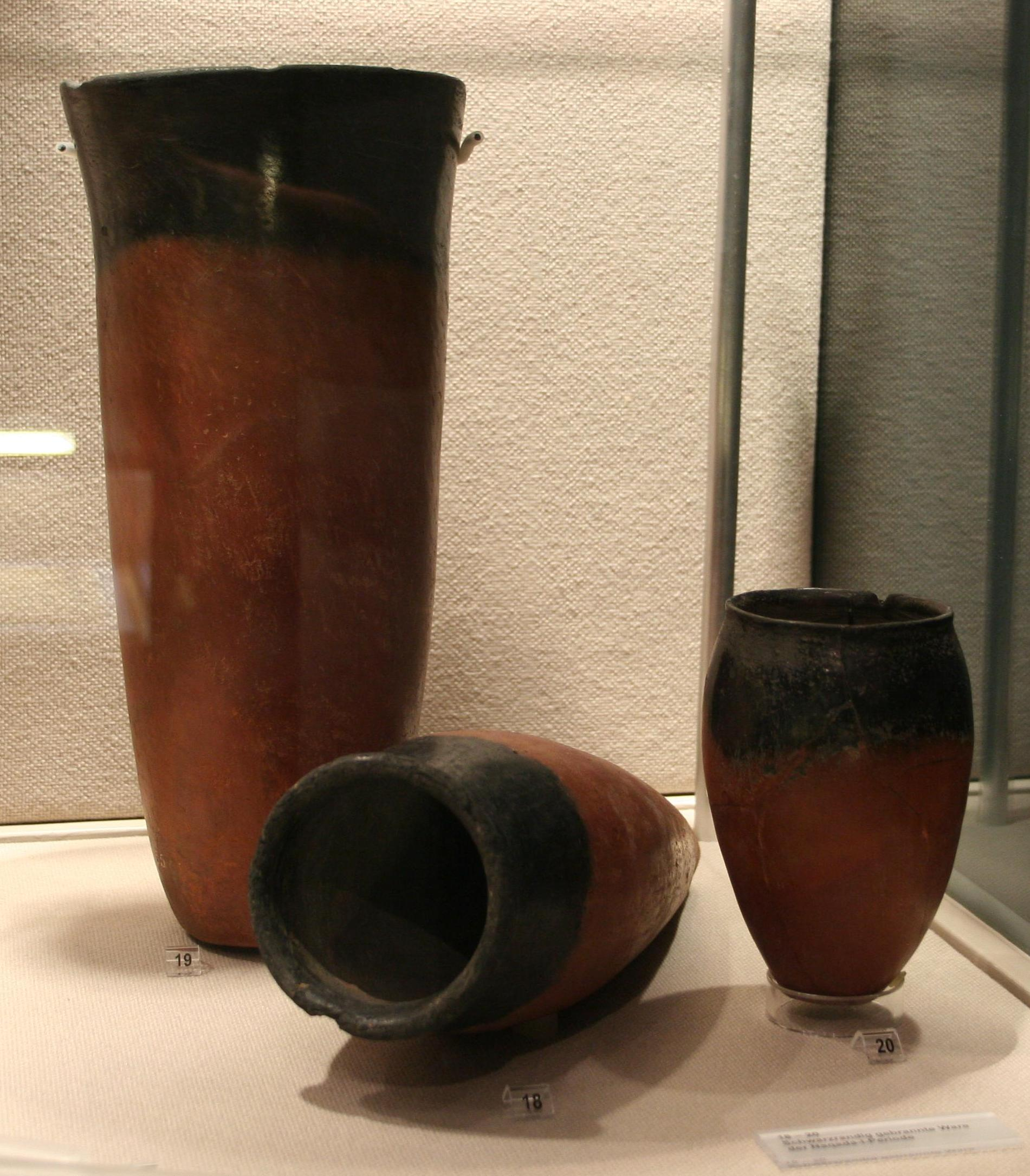
Cerámica badariense.

## La cerámica
La cerámica badariense está muy bien elaborada, con recipientes de pared muy delgada y gran calidad; eran de tonos rojizos, marrones, o negros, aunque la más característica era de color rojo con el borde superior y el interior en negro. Sin embargo las herramientas de piedra badarienses conocidas son muy toscas.
Esos colores rojizos se deben al tipo de arcilla elegida, y el color negro se debía al sistema de elaboración de las piezas de cerámica, las cuales ponían a cocer boca abajo, por lo que el "borde" de estas se ennegrecía debido a la acción del fuego, y al estar invertidas, el aire no podía penetrar en el interior de la vasija, por lo que la arcilla no se oxidaba, y no adquiría esa coloración rojiza.

## Tumbas
Las tumbas badarienses eran de forma ovalada o rectangular, poco profundas y podían contener más de un cuerpo; estos, en posición fetal, sobre su costado izquierdo, con la cabeza dirigida hacia el sur, mirando al oeste, se envolvían con pieles o esteras y junto a ellos se depositaban alimentos y enseres funerarios como joyas, collares, amuletos cerámicos, paletas de piedra, vasijas cerámicas y cucharas de marfil o piedra. También se han hallado restos de alimentos, como pan, trigo y cebada. La vestimenta solía ser de lino y pieles.

## Yacimientos
Próximos a El-Badari se encuentran los yacimientos de Deir Tasa y El-Mostagedda, donde se han encontrado utensilios badarienses de un tipo más antiguo: Tasiense. También se han hallado restos badarienses en El-Hammamiya, El-Matmar y El-Qau y en otras zonas más alejadas, como Hieracómpolis y Armant.
La cultura badariense se dividió a su vez, hacia 4000 a. C., en dos culturas: Naqada I en el Alto Egipto y Maadi-Buto en el Bajo Egipto.